# Cínovecký hřbet
Cínovecký hřbet je přírodní památka v Krušných horách v okrese Teplice. Nachází se u státní hranice s Německem dva kilometry východně od Cínovce. Předmětem ochrany jsou přechodová rašeliniště, rašelinné a podmáčené smrčiny a horské louky s výskytem vzácných rostlin a živočichů, mezi které patří například rosnatka okrouhlolistá nebo tetřívek obecný.

## Historie
Území bylo využíváno v patnáctém století v souvislosti se zpracováním cínové rudy v Altenbergu. Už v té době zde docházelo k opakovanému odlesňování a byl vybudován vodní kanál Aschergraben (též Hraniční potok), který odváděl vodu do města a jehož porušené koryto je v terénu stále patrné. Část chráněného území s rašeliništi u státní hranice se využívala jako orná půda, která byla teprve ve dvacátém století převedena na louky, a ty ve druhé polovině století zalesněny smrkem ztepilým. V důsledku imisní kalamity zde však došlo k rozsáhlému úhynu vzrostlých smrků a holiny byly po odtěžení dřeva zalesňovány nepůvodním smrkem pichlavým.
Chráněné území vyhlásil krajský úřad Ústeckého kraje dne 16. března 2019. Přírodní památka je v Ústředním seznamu ochrany přírody evidována pod číslem 6178.

## Přírodní poměry
Chráněné území měří 29,703 hektaru, nachází se v nadmořské výšce 785–837 metrů v katastrálním území Cínovec a je součástí rozsáhlé evropsky významné lokality Východní Krušnohoří a ptačí oblasti Východní Krušné hory. Přírodní památka leží na území přírodního parku Východní Krušné hory.

### Abiotické podmínky
Přírodní památka leží na mírném severním svahu Cínoveckého hřbetu. V geomorfologickém členění Česka patří do celku Krušné hory, podcelku Loučenská hornatina a okrsku Cínovecká hornatina. Geologické podloží tvoří devonské až karbonské vulkanické horniny, konkrétně ryolitický až trachytický ignimbrit. Ve východní části se vyskytuje také neoproterozoický granitový až syenitový porfyr. Podloží překrývají třetihorní sedimenty a čtvrtohorní rašeliny. Převažujícím půdním typem je kambizem dystrická, která se střídá s malými ložisky rašeliny.
Území leží v chráněné oblasti přirozené akumulace vod Krušné hory. Zdrojem vody pro celé území jsou srážky, prameniště pod vrcholem Cínoveckého hřbetu a místní prameny. Hladinu podzemní vody snižují starší meliorace v podobě napřímení a zahloubení drobných vodních toků, ale revitalizační zásahy odtok vody zpomalily. Osu území ve směru východ–západ tvoří bývalý vodní kanál Aschergraben, který je jednou ze zdrojnic říčky Mohelnice, a patří tedy k povodí Labe. Část vody odvádí příkop vyhloubený podél silnice do Dlouhého rybníka na okraji Cínovce.
V rámci Quittovy klasifikace podnebí Cínovecký hřbet leží v chladné oblasti CH6, pro kterou jsou typické průměrné teploty −4 až −5 °C v lednu a 14–15 °C v červenci. Roční úhrn srážek dosahuje 1000–1200 milimetrů, sníh zde leží 120–140 dní v roce. Mrazových dnů bývá 140–160, zatímco letních dnů jen 10–30. Průměrná roční teplota se pohybuje v rozmezí 5–6 °C.

### Flóra a fauna
Ve fytogeografickém členění se lokalita nachází v oblasti oreofytika, konkrétně v okresu Krušné hory. V biogeografickém členění leží v Krušnohorském bioregionu. V druhově chudém území se vyskytuje jen 154 druhů cévnatých rostlin, přičemž přechodová rašeliniště a rašelinné smrčiny jsou druhově ještě chudší. Největší ohrožení pro ně představuje acidifikace a degradace půd, nežádoucí vysoký podíl smrku pichlavého (Picea pungens) a sukcesní změny, které vedou k omezování prostoru pro světlomilné a méně konkurenceschopné druhy rostlin.
V přírodní památce se vyskytují čtyři ekosystémy, které jsou předmětem ochrany. Největší plochu zabírají přechodová rašeliniště (27 %), rašelinné smrčiny (10 %), podmáčené smrčiny (10 %) a horské trojštětové louky (1 %). Člověkem vytvořené biotopy tvoří téměř polovinu území a většinou se jedná o porosty smrku pichlavého a smrku ztepilého (Picea abies) s příměsí břízy bělokoré (Betula pendula) a jeřábu ptačího (Sorbus aucuparia).
Nejcennějším rostlinným druhem na lokalitě je kriticky ohrožený vítod douškolistý (Polygala serpyllifolia), který zde roste na dvou místech v celkovém počtu stovek exemplářů. K dalším druhům rostlin chráněných podle vyhlášky č. 395/1992 Sb. a zapsaných na Červený seznam IUCN patří prstnatec plamatý pravý (Dactylorhiza maculata), rosnatka okrouhlolistá (Drosera rotundifolia), klikva bahenní (Vaccinium oxycoccos), rašeliník střecholistý (Sphagnum affine) a na jediném místě byla nalezena populace asi 125 jedinců silně ohroženého všivce lesního (Pedicularis sylvatica).
Z chráněných druhů živočichů byla v roce 2014 nalezena lesklice horská (Somatochlora alpestris) a v letech 2005–2008 byl zaznamenán výskyt tetřívka obecného (Lyrurus tetrix).

## Přístup
Přírodní památka leží dva kilometry východně od Cínovce u státní hranice s Německem. Přímo chráněným územím vede silnice z Cínovce do Fojtovic, po které je červeně značena turistická trasa z Cínovce na Komáří hůrku a naučná stezka Přední Cínovec.